# Jean-Paul Sazerat
Jean-Paul Sazerat, né le 24 septembre 1923 à Buxières-les-Mines (Allier) et mort à Tours (Indre-et-Loire) le 8 février 2012, est un prêtre et un archéologue français.
Curé puis chanoine fortement impliqué dans le mouvement scout tourangeau, il mène également dans les années 1960-1970 des fouilles et des études décisives sur l'amphithéâtre de Tours.

## Biographie

### Le prêtre
Jean-Paul Sazerat naît en 1923 à Buxières-les-Mines, mais arrive, encore enfant, à Tours avec sa famille. Il commence ses études dans un collège jésuite à Tours, puis les poursuit à l'université pontificale grégorienne à Rome. Il est ordonné prêtre en décembre 1948 dans la basilique Saint-Jean-de-Latran. Revenu à Tours, il enseigne au petit séminaire puis part en 1962 à Bangui, en Centrafrique. Malade, il est rapatrié en 1964. Il s'implique alors fortement dans le mouvement scout et le milieu associatif. Jusqu'en 1972 il est prêtre aux Petits Clercs de Saint Martin, rue Baleschoux à Tours. De 1983 à 2000, il est curé de Saint-Cyr-sur-Loire. Il est nommé chanoine du chapitre métropolitain en septembre 2007. Il meurt à Tours le 8 février 2012.

### L'archéologue
Jean-Paul Sazerat rentre à la Société archéologique de Touraine en 1973. Cependant, dès 1960, il reprend l'examen des vestiges de l'amphithéâtre de Tours, accompagné de jeunes scouts. Les recherchent s'étalent sur deux ans. Elles reprennent en 1970, avec le club d'archéologie du lycée Paul-Louis-Courier de Tours et l'appui de Jacques Dubois. Les résultats de ce dernier grand chantier d'archéologie « non professionnelle » — avec celui conduit par Charles lelong à l'abbaye de Marmoutier — sont publiés en 1974 et 1977. Ils constituent, jusqu'au début des années 2000, le socle des connaissances au sujet de l'amphithéâtre,.

## Distinctions
- chevalier dans l'ordre des palmes académiques en février 1988[9].

## Publications
- [Collectif] et Jean-Paul Sazerat (dir.), Un monument méconnu : les arènes romaines de Tours ; prix d'encouragement à l'initiative des jeunes, [Tours], s.d. [1963], 31 p.
- Jacques Dubois et Jean-Paul Sazerat, « L’Amphithéâtre de Tours », mémoire de la Société archéologique de Touraine, t. VIII,‎ 1974, p. 41–74 (ISBN 2 85356 008 2).
- Jacques Dubois et Jean-Paul Sazerat, « L’Amphithéâtre de Tours, recherches récentes », bulletin de la Société archéologique de Touraine, t. XXXVIII,‎ 1977, p. 355-378 (lire en ligne).
- Jean-Paul Sazerat, « Un édifice majeur inconnu à Tours sur le site de l'amphithéâtre (4 bis rue Marceau) », bulletin de la Société archéologique de Touraine, t. LI,‎ 2005, p. 115-118 (ISSN 1153-2521, lire en ligne).